# Markus Asper
Markus Asper (* 1968) ist ein deutscher Altphilologe.

## Leben
Asper studierte 1989 bis 1994 an der Universität Wien und an der Albert-Ludwigs-Universität Freiburg und wurde hier 1994 zum Dr. phil. promoviert. Nach einer Assistenz an der Universität Konstanz (1995–2001) habilitierte er sich 2003 an der Universität Mainz mit einer Arbeit zu Wissenschaftsliteratur. Nach einem Jahr als Gastwissenschaftler (2003/04) in Princeton wurde er 2004 Assistant Professor of Classics an der Pennsylvania State University. Ab Herbst 2007 lehrte er am Department of Classics der New York University. Seit Frühling 2010 ist er Professor für Gräzistik an der Humboldt-Universität zu Berlin. Seine Arbeitsschwerpunkte sind hellenistische Dichtung und, vorwiegend, griechische Wissenschaftsliteratur.

## Schriften
- Onomata allotria, zur Genese, Struktur und Funktion poetologischer Metaphern bei Kallimachos. Franz-Steiner-Verlag, Stuttgart 1997, ISBN 3-515-07023-0 (Dissertation, Universität Freiburg, 1994).
- Gruppen und Dichter. Zu Programmatik und Adressat in den Aitien des Kallimachos. In: Antike und Abendland. Band 47 (2001), S. 84–116, doi:10.1515/9783110241594.84.
- Kallimachos. Werke, griechisch und deutsch. Wissenschaftliche Buchgesellschaft, Darmstadt 2004, ISBN 3-534-13693-4.
- Law and Logic. Towards an Archaeology of Greek Abstract Reason. In: Annali dell’Istituto orientale di Napoli. Band 26 (2004), ISSN 1724-6172, S. 73–94, doi:10.1400/20322.
- Griechische Wissenschaftstexte: Formen, Funktionen, Differenzierungsgeschichten. Franz-Steiner-Verlag, Stuttgart 2007, ISBN 978-3-515-08959-3 (Habilitationsschrift, Universität Mainz, 2002).
- Apollonius on Poetry. In: Theodore D. Papanghelis, Antonios Rengakos (Hrsg.): Brill’s Companion to Apollonius Rhodius. 2., veränderte Auflage. Brill, Leiden/Boston 2008, ISBN 978-90-04-20588-8, S. 167–197, doi:10.1163/9789004217140_009.
- The Two Cultures of Mathematics in Ancient Greece. In: Eleanor Robson, Jacqueline Stedall (Hrsg.): The Oxford Handbook of the History of Mathematics. Oxford University Press, Oxford 2009, ISBN 978-0-19-921312-2, S. 107–132.